# Полена
Поле́на (болг. Полена) — село в Благоєвградській області Болгарії. Входить до складу громади Сімітлі.

## Населення
За даними перепису населення 2011 року у селі проживали 700 осіб, з них 442 особи (99,5%) — болгари.
Розподіл населення за віком у 2011 році:
Динаміка населення: